# Rallye d'Australie 2014
Le 23e Rallye d'Australie est la 10e manche du Championnat du monde des rallyes 2014.
Ce rallye d'Australie se court autour de la ville de Coffs Harbour sur 20 spéciales de 315,30 km.
Le rallye est remporté par le pilote français Sébastien Ogier sur Volkswagen Polo R WRC. Volkswagen Motorsport a remporté durant ce rallye son premier triplé en WRC, Jari-Matti Latvala et Andreas Mikkelsen ayant terminé aux deuxième et troisième places.

## Résultats

### Classement final
| Rang              | Pilote             | Copilote           | Numéro            | Voiture               | Écurie                                   | Temps             | Écart             | Points            |
| Toutes catégories | Toutes catégories  | Toutes catégories  | Toutes catégories | Toutes catégories     | Toutes catégories                        | Toutes catégories | Toutes catégories | Toutes catégories |
| ----------------- | ------------------ | ------------------ | ----------------- | --------------------- | ---------------------------------------- | ----------------- | ----------------- | ----------------- |
| 1.                | Sébastien Ogier    | Julien Ingrassia   | 1                 | Volkswagen Polo R WRC | Volkswagen Motorsport                    | 2 h 53 min 18 s 0 | --                | 272               |
| 2.                | Jari-Matti Latvala | Miikka Anttila     | 2                 | Volkswagen Polo R WRC | Volkswagen Motorsport                    | 2 h 53 min 24 s 8 | +6.8              | 213               |
| 3.                | Andreas Mikkelsen  | Ola Fløene         | 9                 | Volkswagen Polo R WRC | Volkswagen Motorsport                    | 2 h 54 min 36 s 0 | +1 min 18 s 0     | 15                |
| 4.                | Kris Meeke         | Paul Nagle         | 3                 | Citroën DS3 WRC       | Citroën Total Abu Dhabi World Rally Team | 2 h 55 min 02 s 0 | +1 min 44 s 0     | 131               |
| 5.                | Mikko Hirvonen     | Jarmo Lehtinen     | 5                 | Ford Fiesta RS WRC    | M-Sport WRT                              | 2 h 55 min 11 s 6 | +1 min 53 s 6     | 10                |
| 6.                | Hayden Paddon      | John Kennard       | 20                | Hyundai i20 WRC       | Hyundai World Rally Team                 | 2 h 56 min 14 s 2 | +2 min 56 s 2     | 8                 |
| 7.                | Thierry Neuville   | Nicolas Gilsoul    | 7                 | Hyundai i20 WRC       | Hyundai World Rally Team                 | 2 h 57 min 46 s 2 | +4 min 28 s 2     | 6                 |
| 8.                | Elfyn Evans        | Daniel Barritt     | 6                 | Ford Fiesta RS WRC    | M-Sport WRT                              | 2 h 58 min 28 s 0 | +5 min 10 s 0     | 4                 |
| 9.                | Robert Kubica      | Maciej Szczepaniak | 10                | Ford Fiesta RS WRC    | M-Sport WRT                              | 2 h 59 min 57 s 8 | +6 min 39 s 8     | 2                 |
| 10.               | Chris Atkinson     | Stéphane Prévot    | 8                 | Hyundai i20 WRC       | Hyundai World Rally Team                 | 3 h 02 min 47 s 4 | +9 min 29 s 4     | 1                 |

3, 2, 1 : y compris les 3, 2 et 1 points attribués aux trois premiers de la spéciale télévisée (power stage).

### Spéciales chronométrées
| Jour   | Spéciale | Nom                                 | Distance | Vainqueur          | Temps         | Vitesse moyenne | Leader             |
| ------ | -------- | ----------------------------------- | -------- | ------------------ | ------------- | --------------- | ------------------ |
| Jour 1 | ES1      | Hydes Creek I                       | 10,73 km | Sébastien Ogier    | 6 min 26 s 6  | 99,9 km/h       | Sébastien Ogier    |
| Jour 1 | ES2      | Bellingen I                         | 10,72 km | Kris Meeke         | 6 min 26 s 2  | 99,9 km/h       | Sébastien Ogier    |
| Jour 1 | ES3      | Newry I                             | 24,91 km | Kris Meeke         | 14 min 46 s 1 | 101,2 km/h      | Kris Meeke         |
| Jour 1 | ES4      | Hydes Creek II                      | 10,73 km | Sébastien Ogier    | 6 min 19 s 9  | 101,7 km/h      | Kris Meeke         |
| Jour 1 | ES5      | Bellingen II                        | 10,72 km | Jari-Matti Latvala | 6 min 15 s 9  | 102,7 km/h      | Kris Meeke         |
| Jour 1 | ES6      | Newry II                            | 24,91 km | Jari-Matti Latvala | 14 min 22 s 7 | 103,9 km/h      | Kris Meeke         |
| Jour 1 | ES7      | ESS I                               | 1,56 km  | Sébastien Ogier    | 1 min 37 s 2  | 57,8 km/h       | Jari-Matti Latvala |
| Jour 1 | ES8      | ESS II                              | 1,56 km  | Sébastien Ogier    | 1 min 35 s 6  | 58,7 km/h       | Sébastien Ogier    |
| Jour 2 | ES9      | Nambucca I                          | 48,92 km | Jari-Matti Latvala | 27 min 01 s 6 | 108,6 km/h      | Jari-Matti Latvala |
| Jour 2 | ES10     | Valla I (Live TV Stage)             | 8,96 km  | Jari-Matti Latvala | 4 min 23 s 7  | 122,3 km/h      | Jari-Matti Latvala |
| Jour 2 | ES11     | Nambucca II                         | 48,92 km | Sébastien Ogier    | 26 min 39 s 4 | 110,1 km/h      | Sébastien Ogier    |
| Jour 2 | ES12     | Valla II                            | 8,96 km  | Sébastien Ogier    | 4 min 19 s 8  | 124,2 km/h      | Sébastien Ogier    |
| Jour 2 | ES13     | ESS IIII                            | 1,56 km  | Sébastien Ogier    | 1 min 40 s 8  | 55,7 km/h       | Sébastien Ogier    |
| Jour 2 | ES14     | ESS IV                              | 1,56 km  | Sébastien Ogier    | 1 min 39 s 7  | 56,3 km/h       | Sébastien Ogier    |
| Jour 3 | ES15     | Shipmans I                          | 30,20 km | Jari-Matti Latvala | 12 min 46 s 9 | 116,0 km/h      | Sébastien Ogier    |
| Jour 3 | ES16     | Bucca I                             | 10,86 km | Sébastien Ogier    | 6 min 38 s 2  | 98,2 km/h       | Sébastien Ogier    |
| Jour 3 | ES17     | Wedding Bells I (Live TV Stage)     | 9,23 km  | Kris Meeke         | 5 min 26 s 0  | 101,9 km/h      | Sébastien Ogier    |
| Jour 3 | ES18     | Shipmans II                         | 30,20 km | Sébastien Ogier    | 12 min 32 s 7 | 118,2 km/h      | Sébastien Ogier    |
| Jour 3 | ES19     | Bucca II                            | 10,86 km | Jari-Matti Latvala | 6 min 29 s 4  | 100,4 km/h      | Sébastien Ogier    |
| Jour 3 | ES20     | Wedding Bells II (Power stage & TV) | 9,23 km  | Jari-Matti Latvala | 5 min 20 s 7  | 103,6 km/h      | Sébastien Ogier    |

* : Power stage, spéciale télévisée attribuant des points aux trois premiers pilotes

## Classement au championnat après l'épreuve

### Classement des pilotes
Selon le système de points en vigueur, les 10 premiers équipages remportent des points, 25 points pour le premier, puis 18, 15, 12, 10, 8, 6, 4, 2 et 1.
| Rang | Pilote              | Rallyes | Rallyes | Rallyes | Rallyes | Rallyes | Rallyes | Rallyes | Rallyes | Rallyes | Rallyes | Rallyes | Rallyes | Rallyes | Total points |
| Rang | Pilote              | MON     | SUE     | MEX     | POR     | ARG     | ITA     | POL     | FIN     | GER     | AUS     | FRA     | ESP     | GBR     | Total points |
| ---- | ------------------- | ------- | ------- | ------- | ------- | ------- | ------- | ------- | ------- | ------- | ------- | ------- | ------- | ------- | ------------ |
| 1er  | Sébastien Ogier     | 272     | 8       | 283     | 283     | 213     | 261     | 283     | 213     | Ab      | 272     | -       | -       | -       | 214          |
| 2e   | Jari-Matti Latvala  | 133     | 272     | 202     | 2       | 261     | 172     | 111     | 272     | Ab      | 213     | -       | -       | -       | 164          |
| 3e   | Andreas Mikkelsen   | 6       | 18      | 0       | 12      | 12      | 153     | 202     | 12      | 15      | 15      | -       | -       | -       | 125          |
| 4e   | Mikko Hirvonen      | Ab      | 131     | 51      | 18      | 42      | Ab      | 12      | 10      | 111     | 10      | -       | -       | -       | 83           |
| 5e   | Thierry Neuville    | Ab      | 0       | 15      | 6       | 10      | 0       | 15      | Ab      | 272     | 6       | -       | -       | -       | 79           |
| 6e   | Mads Østberg        | 12      | 183     | 2       | 161     | Ab      | 18      | Ab      | Ab      | 8       | 0       | -       | -       | -       | 74           |
| 7e   | Kris Meeke          | 161     | 1       | Ab      | Ab      | 15      | 0       | 6       | 161     | Ab      | 131     | -       | -       | -       | 67           |
| 8e   | Elfyn Evans         | 8       | Ab      | 12      | 0       | 6       | 10      | 0       | 6       | 153     | 4       | -       | -       | -       | 61           |
| 9e   | Martin Prokop       | Ab      | Ab      | 10      | 8       | 4       | 8       | 1       | Ab      | 6       | -       | -       | -       | -       | 37           |
| 10e  | Henning Solberg     | -       | 6       | -       | 10      | -       | 6       | 2       | 2       | -       | -       | -       | -       | -       | 26           |
| 11e  | Juho Hänninen       | -       | -       | -       | 4       | -       | Ab      | 8       | 8       | -       | -       | -       | -       | -       | 20           |
| 12e  | Bryan Bouffier      | 18      | -       | -       | -       | -       | -       | 0       | -       | Ab      | -       | -       | -       | -       | 18           |
| 13e  | Dani Sordo          | Ab      | -       | -       | Ab      | Ab      | -       | -       | -       | 18      | -       | -       | -       | -       | 18           |
| 14e  | Hayden Paddon       | -       | -       | -       | -       | -       | 0       | 4       | 4       | -       | 8       | -       | -       | -       | 16           |
| 15e  | Robert Kubica       | Ab      | 0       | Ab      | Ab      | 8       | 4       | 0       | 0       | Ab      | 2       | -       | -       | -       | 14           |
| 16e  | Ott Tänak           | -       | 10      | 0       | Ab      | 0       | 0       | 0       | 0       | 1       | Ab      | -       | -       | -       | 11           |
| 17e  | Beníto Guerra       | -       | -       | 8       | -       | -       | -       | -       | -       | -       | -       | -       | -       | -       | 8            |
| 18e  | Chris Atkinson      | -       | -       | 6       | -       | -       | -       | -       | -       | -       | 1       | -       | -       | -       | 7            |
| 19e  | Pontus Tidemand     | -       | 4       | -       | 0       | -       | -       | -       | -       | 2       | -       | -       | -       | -       | 6            |
| 20e  | Jaroslav Melicharek | 4       | -       | -       | -       | -       | 0       | -       | -       | 0       | -       | -       | -       | -       | 4            |
| 21e  | Dennis Kuipers (en) | -       | -       | -       | -       | -       | -       | -       | -       | 4       | -       | -       | -       | -       | 4            |
| 22e  | Nasser Al-Attiyah   | -       | -       | -       | 2       | 1       | Ab      | -       | -       | 0       | 0       | -       | -       | -       | 3            |
| 23e  | Lorenzo Bertelli    | 0       | 0       | 0       | 0       | 0       | 2       | -       | Ab      | 0       | 0       | -       | -       | -       | 2            |
| 24e  | Matteo Gamba        | 2       | -       | -       | -       | -       | -       | -       | -       | -       | -       | -       | -       | -       | 2            |
| 25e  | Craig Breen         | -       | 2       | -       | -       | -       | -       | -       | Ab      | -       | -       | -       | -       | -       | 2            |
| 26e  | Yuriy Protasov      | 1       | 0       | 1       | 0       | Ab      | 0       | -       | 0       | 0       | 0       | -       | -       | -       | 2            |
| 27e  | Jari Ketomaa        | -       | 0       | -       | 1       | 0       | -       | 0       | 0       | -       | 0       | -       | -       | -       | 1            |
| 28e  | Karl Kruuda         | -       | 0       | -       | 0       | -       | 0       | Ab      | 1       | -       | -       | -       | -       | -       | 1            |
| 29e  | Khalid Al Qassimi   | -       | -       | -       | -       | -       | 1       | -       | -       | -       | -       | -       | -       | -       | 1            |

| Couleur | Résultat                                                         |
| ------- | ---------------------------------------------------------------- |
| Or      | Vainqueur                                                        |
| Argent  | 2e place                                                         |
| Bronze  | 3e place                                                         |
| Vert    | Classé, dans les points                                          |
| Bleu    | Classé, hors des points Non classé (Nc.)                         |
| Mauve   | Abandon (Ab.) Retrait (Re.)                                      |
| Noir    | Disqualifié (Dq.)                                                |
| Blanc   | N'a pas pris le départ (Np.) Forfait (Forf.) Épreuve annulée (A) |
| Aucune  | N'a pas participé (-)                                            |

3, 2, 1 : y compris les 3, 2 et 1 points attribués aux trois premiers de la spéciale télévisée (power stage).

### Classement des constructeurs
| Rang | Équipe                                   | Rallyes | Rallyes | Rallyes | Rallyes | Rallyes | Rallyes | Rallyes | Rallyes | Rallyes | Rallyes | Rallyes | Rallyes | Rallyes | Total points |
| Rang | Équipe                                   | MON     | SUE     | MEX     | POR     | ARG     | ITA     | POL     | FIN     | GER     | AUS     | FRA     | ESP     | GBR     | Total points |
| ---- | ---------------------------------------- | ------- | ------- | ------- | ------- | ------- | ------- | ------- | ------- | ------- | ------- | ------- | ------- | ------- | ------------ |
| 1er  | Volkswagen Motorsport                    | 37      | 35      | 43      | 29      | 43      | 40      | 35      | 43      | 0       | 43      | -       | -       | -       | 348          |
| 2e   | Citroën Total Abu Dhabi World Rally Team | 33      | 23      | 4       | 15      | 15      | 19      | 6       | 15      | 8       | 16      | -       | -       | -       | 154          |
| 3e   | M-Sport World Rally Team                 | 8       | 14      | 18      | 20      | 8       | 10      | 12      | 16      | 22      | 18      | -       | -       | -       | 146          |
| 4e   | Hyundai Shell World Rally Team           | 0       | 8       | 23      | 14      | 10      | 2       | 23      | 8       | 43      | 10      | -       | -       | -       | 141          |
| 5e   | Volkswagen Motorsport II                 | 10      | 16      | 2       | 12      | 12      | 12      | 18      | 12      | 15      | 0       | -       | -       | -       | 109          |
| 6e   | Jipocar Czech National Team              | 0       | 0       | 10      | 10      | 4       | 8       | 2       | 0       | 6       | 0       | -       | -       | -       | 40           |
| 7e   | RK M-Sport World Rally Team              | 0       | 4       | 0       | 0       | 8       | 6       | 1       | 2       | 0       | 4       | -       | -       | -       | 25           |
| 8e   | Hyundai MotorSport N                     | -       | -       | -       | 0       | -       | 4       | 4       | 4       | 0       | 10      | -       | -       | -       | 22           |